# Freund des Königshauses
Freund des Königshauses war ein altägyptischer Beamtentitel, der vor allem in der 1. Dynastie belegt ist. Die genaue Bedeutung und Funktion des Titels sind unsicher. Toby Wilkinson vermutet, dass der Ausdruck pr-nsw („Königshaus“) vor allem die Institution darstellte, die den König und dessen Familie versorgte.
Wolfgang Helck hält es für wahrscheinlich, dass „Freund des Hauses“ ein nicht sehr ranghoher Titel war, der an Beamte verliehen wurde, die Zugang zum Palast hatten, aber keinen direkten Zugang zum König. Er verweist dabei auch auf den Titel „Freund des Königshauses“. Aus der 1. Dynastie sind zwei Titelträger bekannt: Itika und Sabef.